# العلاقات الآيسلندية الإسواتينية
العلاقات الآيسلندية الإسواتينية هي العلاقات الثنائية التي تجمع بين آيسلندا وإسواتيني.

## مقارنة بين البلدين
هذه مقارنة عامة ومرجعية للدولتين:
| وجه المقارنة                                              | آيسلندا          | إسواتيني                                   |
| --------------------------------------------------------- | ---------------- | ------------------------------------------ |
| المساحة (كم2)                                             | 103.00 ألف       | 17.36 ألف                                  |
| عدد السكان (نسمة)                                         | 317.35 ألف       | 1.37 مليون                                 |
| الكثافة السكانية (ن./كم²)                                 | 3.08             | 78.92                                      |
| العاصمة                                                   | ريكيافيك         | لوبامبا، مبابان                            |
| اللغة الرسمية                                             | اللغة الآيسلندية | لغة إنجليزية، لغة سوازي                    |
| العملة                                                    | كرونة آيسلندية   | ليلانغيني سوازيلندي                        |
| الناتج المحلي الإجمالي (بليون دولار)                      | 23.91 مليار      | 4.41 مليار                                 |
| الناتج المحلي الإجمالي (تعادل القوة الشرائية) بليون دولار | 15.79 مليار      | 11.13 مليار                                |
| الناتج المحلي الإجمالي الاسمي للفرد دولار أمريكي          | 50.17 ألف        | 3.20 ألف                                   |
| الناتج المحلي الإجمالي للفرد دولار أمريكي                 | 46.55 ألف        | 8.29 ألف                                   |
| مؤشر التنمية البشرية                                      | 0.899            | 0.531                                      |
| رمز المكالمات الدولي                                      | +354             | +268                                       |
| رمز الإنترنت                                              | .is              | .sz                                        |
| المنطقة الزمنية                                           | 00، أوروبا/لندن ‏ | التوقيت القياسي لجنوب أفريقيا، ت ع م+02:00 |

## منظمات دولية مشتركة
يشترك البلدان في عضوية مجموعة من المنظمات الدولية، منها:
| علم المنظمة | اسم المنظمة                               | تاريخ انضمام آيسلندا | تاريخ انضمام إسواتيني |
| ----------- | ----------------------------------------- | -------------------- | --------------------- |
|             | مؤسسة التنمية الدولية                     | 19 مايو 1961         | 22 سبتمبر 1969        |
|             | يونسكو                                    | 8 يونيو 1964         | 25 يناير 1978         |
|             | وكالة ضمان الاستثمار متعدد الأطراف        | 25 سبتمبر 1998       | 18 أبريل 1990         |
|             | الأمم المتحدة                             | 19 نوفمبر 1946       | 24 سبتمبر 1968        |
|             | الاتحاد البريدي العالمي                   | ?                    | ?                     |
|             | البنك الدولي للإنشاء والتعمير             | 27 ديسمبر 1945       | 22 سبتمبر 1969        |
|             | الاتحاد الدولي للاتصالات                  | 1 أكتوبر 1906        | 11 نوفمبر 1970        |
|             | منظمة حظر الأسلحة الكيميائية              | ?                    | ?                     |
|             | مؤسسة التمويل الدولية                     | 20 يوليو 1956        | 22 سبتمبر 1969        |
|             | المركز الدولي لتسوية المنازعات الاستشارية | 14 أكتوبر 1966       | 14 يوليو 1971         |
|             | منظمة التجارة العالمية                    | ?                    | ?                     |
|             | منظمة الشرطة الجنائية الدولية             | ?                    | ?                     |

## وصلات خارجية
- موقع وزارة الخارجية الآيسلندية